# Theuma tragardhi
Theuma tragardhi is een spinnensoort uit de familie van de Prodidomidae.
De wetenschappelijke naam van de soort werd in 1947 gepubliceerd door Reginald Frederick Lawrence.